# Elbörs
Elbörs är en marknadsplats, för säljare och köpare av elektricitet i större skala. Elbörsens syfte är att förenkla för köpare och säljare att träffa avtal. Elbörsen i ett antal europeiska länder kallas för Nord Pool, men det finns även andra motsvarigheter.